# کیک عروسی

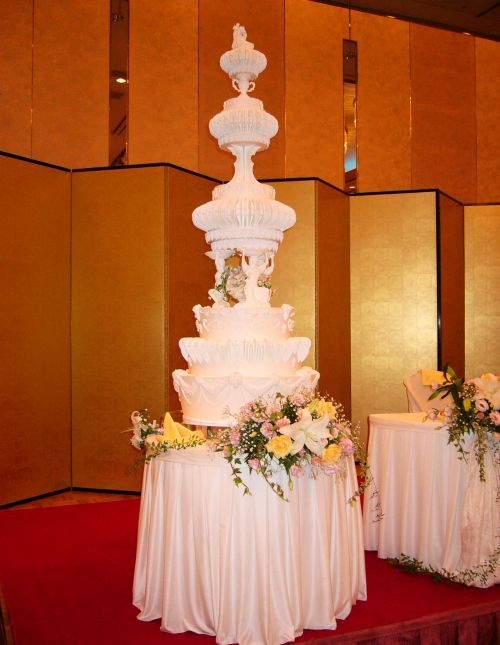
کیک عروسی چند طبقه در ژاپن.

کیک عروسی، یک نوع کیک است که برای جشن عروسی درست می‌شود. مواد این کیک در کشورهای گوناگون متفاوت است. معمولاً ویژگی‌های این کیک را چند طبقه بودن، تزیین بسیار مجلل، قرار گرفتن عروسک‌های کوچکی از عروسی و داماد بر سر کیک و رنگ کاملاً سفید آن تشکیل می‌دهد. در مراسم ازدواج نخست عروس و داماد کیک را می‌برند. در برخی از نقاط اروپا رسم بر این بوده‌است که این توسط عروس پخته می‌شده‌است تا بدین وسیله عروس بتواند مهارت خود را در آشپزی نشان دهد.

## تاریخچه کیک عروسی

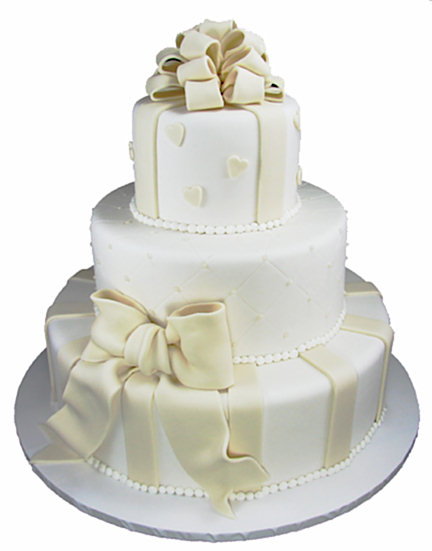
طرح کیک عروسی

تاریخچه کیک عروسی به زمان امپراتوری روم در حدود ۴۰۰ سال پیش از میلاد مسیح بازمی‌گردد. در ابتدا در مراسم عروسی نوعی نان تهیه می‌شد که به مرور زمان به شیرینی آن افزوده شد. در ۱۰۰ سال پیش از میلاد ابتدا یک تکهٔ سفت نان شیرین یا کیک میوه توسط داماد خورده می‌شد و باقیماندهٔ آن خورد شده و بر سر عروس ریخته می‌شد. این رسم امروزه به صورت بریدن کیک و در دهان گذاشتن آن توسط عروس و داماد تبدیل شده‌است. در قرن هفدهم میلادی شکر قنادی به وجود آمد. کیک عروسی به سبک غربی در کشور بریتانیا به وجود آمد و روش‌های تزیین آن مانند استفاده از خمیر فوندانت، یخ‌چینه مجلل (رویال آیسینگ) در این کشور توسعه پیدا کرد. در قرن نوزدهم ملکه ویکتوریا در مراسم عروسی خود کیکی ابداع کرد. این کیک با یخ‌چینه مجلل تزیین شده بود و ۳۶ سانتیمتر عمق، ۲٫۸ متر عرض و ۲٫۲ متر ارتفاع داشت. این کیک چند طبقه بود. این کیک نمونهٔ بنیادی برای کیک‌های عروسی امروزی به سبک غربی به‌شمار می‌رود. این سبک از کیک به عنوان کیک عروسی ویکتوریایی شناخته می‌شود و در اصل نوعی کیک میوه‌ای است که با یخ‌چینهٔ کاملاً سفید پوشانده شده‌است اما امروزه ممکن است نوع کیک از نوع میوه‌ای نباشد.

## کیک عروسی توری
از انواع تزیین کیک عروسی می‌توان از کیک عروسی توری (به انگلیسی: Bridal lace cake) نام برد. در این نوع، تمامی سطح کیک با خمیر فوندانت پوشانده شده و با خمیری که به شکل تور معمولاً گلدار نقش انداخته شده تزئین می‌شود. قالب خمیر را می‌توان با استفاده از تور لباس عروس تهیه کرد بطوریکه خمیر توری روی کیک طرحی مشابه با تور لباس عروس داشته باشد.

## کیک عروسی در فرهنگ‌های گوناگون

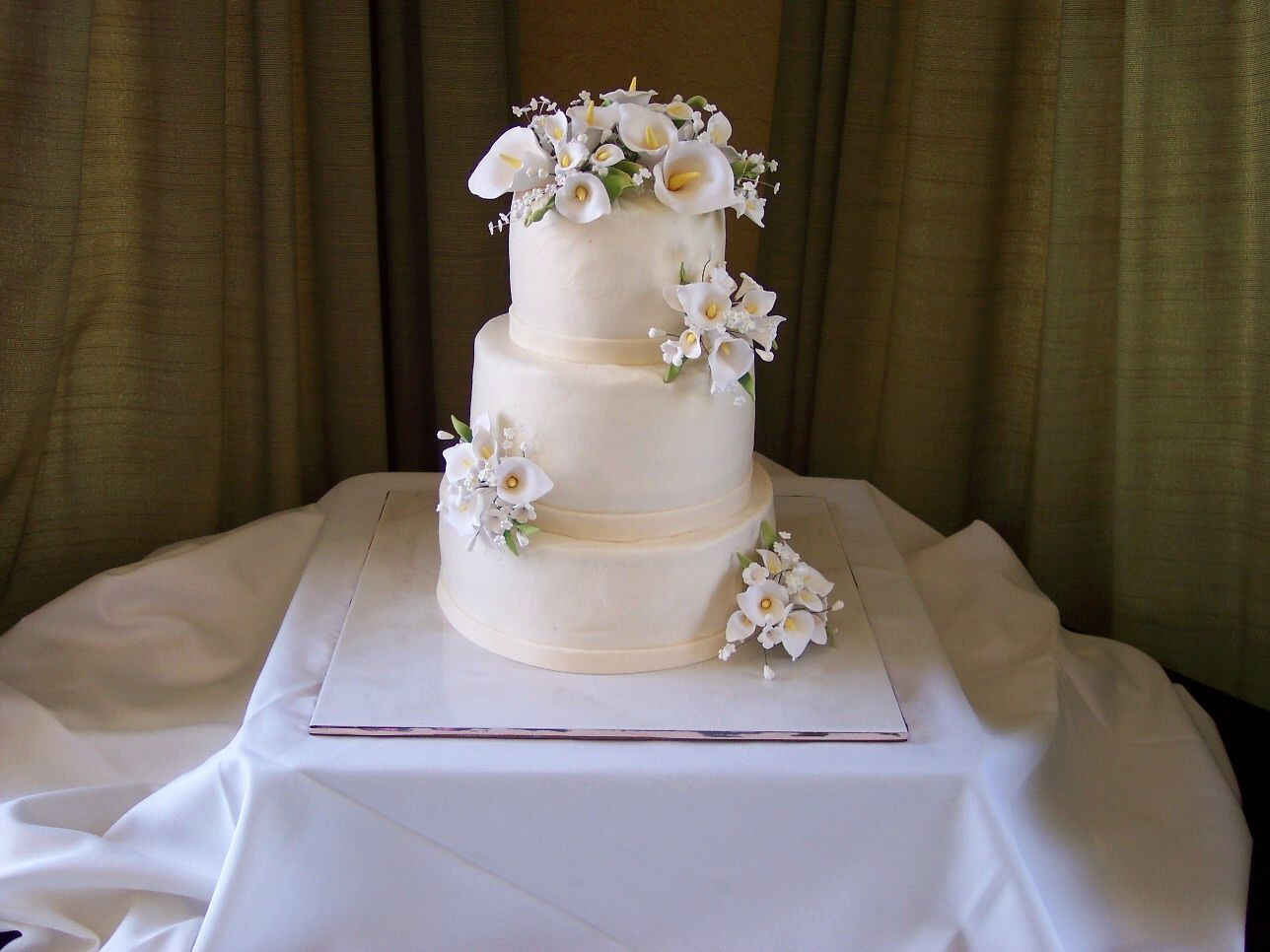
کیک عروسی به سبک بریتانیایی پوشیده شده با فوندانت

از آنجائیکه کیک عروسی در اکثر کشورهای جهان یکی از اجزای مراسم ازدواج است این کیک دارای اشکال و انواع گوناگون است. بسیاری از کیک‌های عروسی جهان ریشهٔ بریتانیایی دارند.
- بریتانیا:امروزه کیک‌های عروسی‌ای که در بریتانیا بکار می‌روند نظیر کیک‌های عروسی قرن نوزدهم هستند. نوع کیک معمولاً میوه‌ای است که بر روی آن لیکور ریخته شده و سپس با یک لایه از خمیر بادام (مارزیپان) یا فوندانت پوشانده می‌شود. روی کیک نیز با یخ‌چینه مجلل تزیین داده می‌شود.
- فرانسه:کیک‌های عروسی فرانسوی با کیک‌های نوع بریتانیایی بسیار متفاوت هستند. یکی از رایج‌ترین انواع کیک عروسی سنتی در فرانسه کروکمبوش است. این کیک از تعدادی نان خامه‌ای کوچک که با کرم‌های قنادی پر شده و سپس در کارامل فرو برده شده‌اند، تشکیل شده‌است. این کیک‌ها به شکل هرم قرار داده می‌شوند. این کیک به علت اینکه از کرم‌هایی ساخته شده که نسبت به گرما حساس هستند، درست قبل از مراسم عروسی پخته می‌شود و تهیه و آماده گذاشتن آن از قبل ممکن نیست. امروزه تعداد در حال رشدی از زوج‌ها بجای این کیک سنتی، کیک لایه‌ای را برای مراسم انتخاب می‌کنند. انتخاب ترکیبی از هر دو کیک نیز به چشم می‌خورد به اینصورت که کیک لایه‌ای به عنوان پایه استفاده شده و کیک کروکمبوش در بالای آن قرار می‌گیرد.
- استرالیا و نیوزیلند: به علت تحت تأثیر بودن از فرهنگ بریتانیا کیک به سبک بریتانیایی در مراسم ازدواج مرسوم است.
- آفریقای جنوبی: به سبک بریتانیایی مرسوم است.

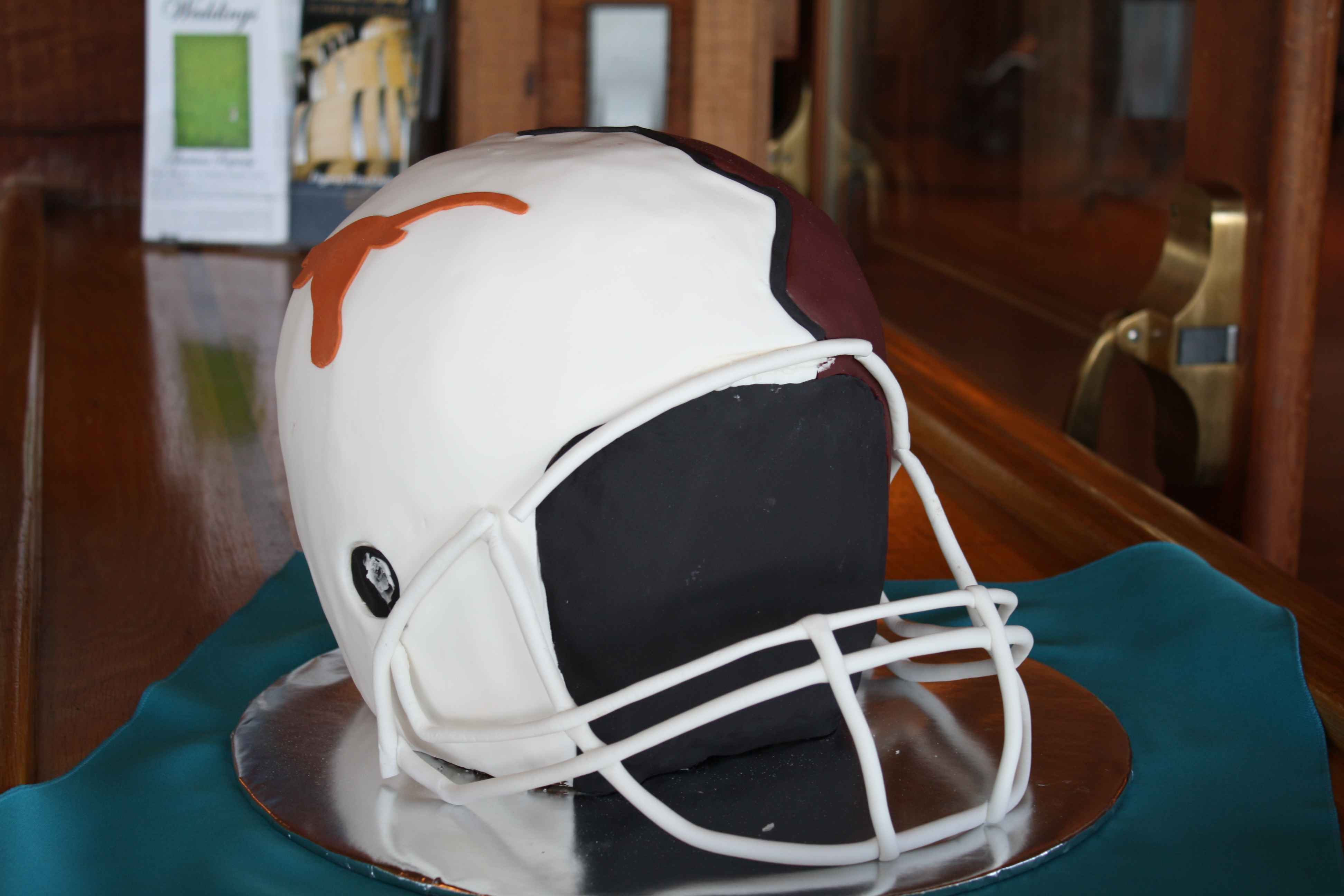
کیک داماد

- آمریکا: کیک عروسی بیشتر به سبک بریتانیایی است اما بجای کیک میوه‌ای ممکن است کیک پوند، کیک اسفنجی یا کیک کره‌ای بکار رود. در جنوب آمریکا درست کردن کیک داماد مرسوم است. کیک داماد معمولاً یک کیک شکلاتی و کوچک‌تر از کیک عروسی است. این کیک فاقد یک سبک تزیینی رایج است و معمولاً تزیین آن خاص و مختص هر فرد است.[۴]